# 姚恭 (天啓進士)
姚恭（1590年—1647年），字允之，號心翼，廣東惠州府海丰县兴贤都人，民籍，福建连城县人，明朝政治人物，同進士出身。

## 生平
萬曆四十六年（1618年）戊午科广东乡试舉人，天啓二年（1622年）壬戌科三甲六十八名進士，授浙江湖州府归安县知县，敕授文林郎。丁父艰，三年读礼家居，自书于堂曰：读圣贤书，行平等事。崇祯元年（1628年）服阕，补应天府教授，四年改顺天武学教授，五年升国子监博士，升礼部儀制司主事，册封益藩，教习驸马，八年升员外郎，九年升郎中。十年降江西布政司简较，十二年升河间府推官，十三年升山东怀来道佥事，十四年升宣府道，十五年调永平道，十六年考察。明亡仕清，顺治元年任山西按察司副使、潞安兵备道。顺治三年四月升浙江布布政使司右参政、分守温处道 。

## 家族
父姚應明。胞弟姚敬，崇祯三年庚午举人，官霍山知县。